# Say Piseth
Say Piseth (Kandal, 4 agosto 1990) è un calciatore cambogiano, difensore del National Police.

## Statistiche

### Cronologia presenze e reti in Nazionale
| Cronologia completa delle presenze e delle reti in nazionale ― Cambogia | Cronologia completa delle presenze e delle reti in nazionale ― Cambogia | Cronologia completa delle presenze e delle reti in nazionale ― Cambogia | Cronologia completa delle presenze e delle reti in nazionale ― Cambogia | Cronologia completa delle presenze e delle reti in nazionale ― Cambogia | Cronologia completa delle presenze e delle reti in nazionale ― Cambogia | Cronologia completa delle presenze e delle reti in nazionale ― Cambogia | Cronologia completa delle presenze e delle reti in nazionale ― Cambogia |
| Data                                                                    | Città                                                                   | In casa                                                                 | Risultato                                                               | Ospiti                                                                  | Competizione                                                            | Reti                                                                    | Note                                                                    |
| ----------------------------------------------------------------------- | ----------------------------------------------------------------------- | ----------------------------------------------------------------------- | ----------------------------------------------------------------------- | ----------------------------------------------------------------------- | ----------------------------------------------------------------------- | ----------------------------------------------------------------------- | ----------------------------------------------------------------------- |
| 07-10-2012                                                              | Yangon                                                                  | Laos                                                                    | 1 – 0                                                                   | Cambogia                                                                | ASEAN Football Championship 2012 - 1º turno                             | -                                                                       | 42’                                                                     |
| 09-10-2012                                                              | Yangon                                                                  | Cambogia                                                                | 2 – 3                                                                   | Brunei                                                                  | ASEAN Football Championship 2012 - 1º turno                             | -                                                                       |                                                                         |
| 11-10-2012                                                              | Yangon                                                                  | Birmania                                                                | 3 – 0                                                                   | Cambogia                                                                | ASEAN Football Championship 2012 - 1º turno                             | -                                                                       | 45+2’                                                                   |
| Totale                                                                  |                                                                         | Presenze                                                                | 3                                                                       |                                                                         | Reti                                                                    | 0                                                                       |                                                                         |